# 隆戈諾特山
隆戈諾特山是非洲東部的睡火山，位於肯雅東非大裂谷奈瓦沙湖東南距離內羅比60公里，是一座層狀火山。隆戈諾特山是斑馬、長頸鹿、水牛和狷羚的棲息地。

## 外部連結
- Kenya Wildlife Service – Mount Longonot National Park[永久]
- Webcam pointed at Mt. Longonot from Kijabe （页面存档备份，存于）